# Morgan Gesmalla
Morgan Gesmalla (arabisch مورغان قسم الله; * 1947) ist ein ehemaliger sudanesischer Sprinter.
Er trat bei den Olympischen Spielen 1968 in Mexiko-Stadt an. In den Wettbewerben über 100 und 200 Meter schied er jeweils in den Vorläufen aus.